# Доминик и Юджин
«Доминик и Юджин» — кинофильм.

## Сюжет
У двух братьев разная судьба. Один из них, Юджин (Рэй Лиотта) учится в медицинском колледже и имеет хорошие перспективы, а другой, отстающий в развитии в результате произошедшего с ним в детстве несчастного случая Доминик (Том Халс), работает мусорщиком. Однако именно эта работа позволяет оплачивать учёбу Юджина, который, в свою очередь, заботится о брате. Проблема в том, что для продолжения учёбы Юджин должен переехать в другой город.

## В ролях
- Том Халс — Доминик
- Джейми Ли Кёртис
- Рэй Лиотта — Юджин
- Роберт Ливайн
- Тодд Графф
- Билл Коббс

## Съёмочная группа
| Оценки критиков | Оценки критиков |
| Источник        | Оценка          |
| --------------- | --------------- |
| AllMovie        | [ 1 ]           |
| Smash Hits      | без оценки      |

- Режиссёр: Роберт Янг
- Продюсер: Майк Фаррелл, Ли Р. Майес, Марвин Минофф
- Сценарист: Кори Блехман, Дэнни Порфирио, Элвин Сарджент
- Композитор: Тревор Джонс
- Оператор: Кертис Кларк